# بی‌بهره
بی بهرهنام روستایی در استان خراسان شمالی است. این روستا از توابع شهرستان شیروان است. امکانات روستا شامل: راه شوسه، سرویس، دبستان، مسجد، آسیاب، حمام، لوله‌کشی آب و خانۀ بهداشت است.

## جغرافیا
روستای بیواره در فاصلۀ ۳۲ کیلومتری شمال شرق شیروان قرار دارد که از شمال به پتله گاه و از جنوب به کوه قنبر و از شرق به روستای زرتانلو و از غرب به روستای گدوکانلو محدود می‌گردد.
روستای بیواره در کناره رودخانه اوغاز قرار گرفته است و کوههای اطراف این روستا عبارت‌اند از: کوه قنبر، کوه کولک و زاو، در کوههای بیواره انواع گیاهان طبی مانند: آنوخ، سیب تالک، قارچ خوراکی، کنگر، مٍندک، کاسنی، چریش، ساری گل، شقایق و…می‌روید.

## مردم
این روستا دارای ۱۲۱ خانوار و ۵۸۳ نفر استو جزء دهستان سیوکانلو شیروان است. شغل عمدۀ مردم دامداری و کشاورزی است و محصولات آن: فراورده‌های دامی، گندم و جو و انواع سردرختی. صنایع دستی آن قالیبافی و گلیم بافی می‌باشد.